# Korund

Model krystalu korundu

Korund (Estner, 1795)[ujasnit], chemický vzorec Al2O3 (oxid hlinitý), je trigonální (klencový) minerál. Název je historický, pravděpodobně ze staroindického kuruvinda – rubín.

## Původ
Korund vzniká v pegmatitech bohatých na hliník spolu s andalusitem a kyanitem a v horninách, které prošly kontaktně tepelně-tlakou metamorfózou (příkladem jsou metamorfované bauxity, terry rosy, jílovité horniny, dolomity, svory a břidlice). Obecně se dá říci, že vzniká v prostředí bohatém na hliník a chudším na křemík. Vzhledem ke své odolnosti se nachází také v rozsypech.

## Morfologie
Vytváří zrnité agregáty, krystaly mají tvary tabulek, bipyramid, romboedrů a sloupečků. Často dvojčatí. Valouny se vyskytují v rozsypech.

## Vlastnosti

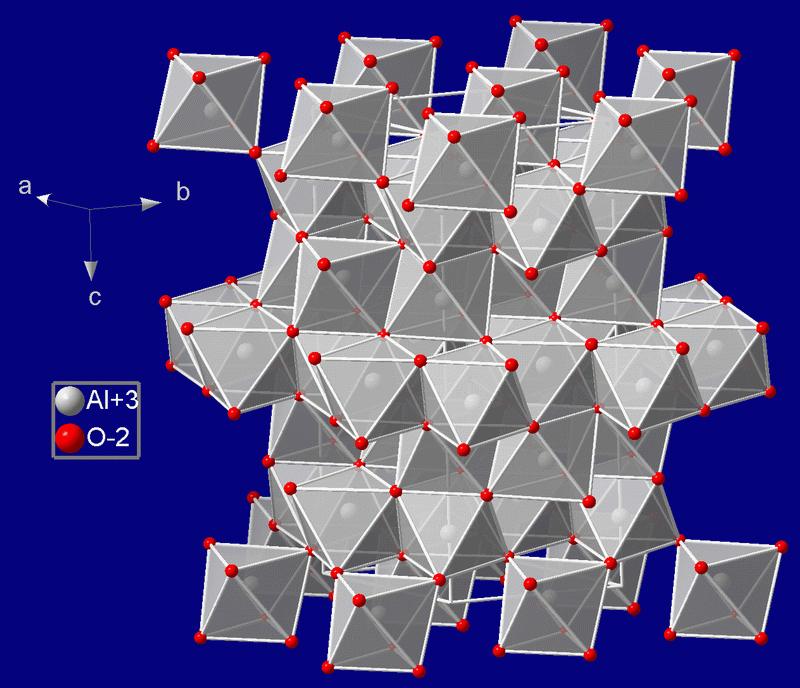
Krystalická struktura korundu

- Fyzikální vlastnosti: Tvrdost 9 (je druhý nejtvrdší minerál na Mohsově stupnici tvrdosti), křehký, hustota 4,0 – 4,1 g/cm³, neštěpný, častá odlučnost podle {0001}, lom lasturnatý, tříštivý.
- Optické vlastnosti: Barva: bezbarvý, šedá, modrá, červená, hnědá, žlutá, fialová. Lesk skelný, mastný, matný, průhlednost: průhledný až průsvitný, vryp bílý.
- Chemické vlastnosti: Složení: Al 52,93 %, O 47,07 %, příměsi Cr, Fe, Ti, V.

## Odrůdy
- safír – modře zbarvený, v klenotnictví se však pojmem safír označují všechny drahokamové formy korundu různých barev, s výjimkou rubínu
- asterický safír
- rubín – červeně zbarvený
- asterický rubín
- leukosafír – bezbarvý, průhledný
- smirek – šedočerný až černý, použití pro brusiva

## Získávání
Díky své tvrdosti je odolný proti erozním vnějším vlivům, takže jeho naleziště jsou spojena s místy náplavů ve vrstvách sedimentů anebo jako nedokonale omezený krystal v mateční hornině.
Syntetický korund se získává přetavením oxidu hlinitého. Dnes se tavba provádí obvykle v elektrických pecích a výsledný produkt se nazývá elektrokorund - elektrit.

## Využití
Tvrdost korundu ho předurčuje v použíti v brusířství na brusné materiály a kotouče, jelikož s ním je možné brousit vyjma diamantu všechny ostatní minerály. Další jeho použití je pro výrobu ložisek v přístrojích (hodinky). Jeho syntetické krystaly (rubín) jsou využívány v optických systémech a na výrobu laserů. Ve šperkařství využíván jako drahý kámen (fasetové brusy, kabošony).
Korund se také využívá na opracování hliníkového povrchu ve výrobě vagónů. Povrch u hrubé stavby tak získá zdrsněný povrch. Jen tak může lak vydržet povětrnostní podmínky. Dále se využívá pro trubice sodíkových výbojek, na rozdíl od křemenného skla, které se používá pro rtuťové, xenonové a halogenidové výbojky. Korund je důležitým materiálem v průmyslu povrchových úprav. Používá se jako druh abraziva při tryskání.

## Naleziště
- Česko – Jizerská louka u Kořenova (safír), Hazlov, Pokojovice
- Slovensko – Vechec
- Rusko – Mjas (Ural), Čajnit (Jakutsko)
- Srí Lanka
- Indie – Ásám